# Stranska vas, Novo mesto
Stranska vas pri Novem mestu je naselje v Občini Novo mesto. Gre za razloženo naselje z gručastim jedrom. Skoz kraj pelje železniška proga Novo mesto - Metlika, je speljana v 90 m predoru Ruperčvrh. 
V naselju so ostanki dvorca Ruperčvrh. Na grajskem vrtu raste mogočna sekvoja. Visoka je 46 metrov in ima 740 centimetrov obsega.
V zahodnem delu vasi, imenovanem Banija, stoji cerkev sv. Nikolaja - gre za podružnično cerkev župnije Šmihel - Novo mesto.
- Sekvoja
- Cerkev sv. Nikolaja